# Methodenstreit (Sozialwissenschaften)
Als Methodenstreit wird die Auseinandersetzung um die Art der anzuwendenden Methoden in den Sozialwissenschaften bezeichnet. Er spiegelt die Etablierung der Soziologie als wissenschaftliche Disziplin und ihre Entwicklung zu einer eigenständig verfahrenden Wissenschaft wider.

## Methodenmonismus gegen Methodendualismus
Der Methodenstreit entbrannte mit der Etablierung der Soziologie besonders in Deutschland zwischen Vertretern eines naturwissenschaftlichen Methodenideals (Methodenmonismus) und den Gegnern der Übernahme dieser Methoden in die Sozialwissenschaften (Methodendualismus), die für diese eine eigene wissenschaftliche Logik beanspruchten. Eine besondere Rolle spielte bei diesen Auseinandersetzungen auch das Postulat der Wertfreiheit der Wissenschaften, das Gegenstand des sogenannten Werturteilsstreites wurde.
Max Weber formulierte die Grundposition einer eigenen sozialwissenschaftlichen Methodik mit der Einführung des Begriffes des Verstehens in die Soziologie. Er definiert die Soziologie als „eine Wissenschaft, welche soziales Handeln deutend verstehen und dadurch in seinem Ablauf und seinen Wirkungen ursächlich erklären will.“ Soziales Handeln, das verstehend erfasst werden soll, zeichnet sich nach Weber dadurch aus, dass die Handelnden mit ihm einen subjektiven Sinn verbinden. Das erklärende Verstehen der Sozialwissenschaften geht insofern über das aktuelle Verstehen des gemeinten Sinns einer Handlung hinaus, als es den Sinnzusammenhang erfasst, in den die Handlung hineingehört. Verstehen ist also die Rekonstruktion des gemeinten Sinns bzw. des Sinnzusammenhanges und zwar methodisch angeleitet durch die Konstruktion eines Idealtypus.
Ein solches Verstehen kann nach Weber auch als Erklären (d. h. auf eine Ursache zurückführen) angesehen werden, beruht aber auf Sinnverstehen und trägt der Besonderheit des sozialwissenschaftlichen Gegenstandes, nämlich sinnhaft zu sein, Rechnung. Es unterscheidet sich insofern von einer Kausalerklärung der Naturwissenschaften.
Die Vertreter eines naturwissenschaftlichen Methodenideals dagegen versuchten die Wissenschaftlichkeit der neu entstandenen Disziplin dadurch sicherzustellen, dass sie dieselben methodischen Verfahren anwenden sollte, die in den Naturwissenschaften entwickelt worden waren. Sie postulierten die Gültigkeit wissenschaftlicher Methoden wie die naturwissenschaftliche Kausalerklärung, Quantifizierung und mathematische Behandlung der Daten, Verifizierung, Falsifizierung usw. für alle Disziplinen, die den Anspruch der Wissenschaftlichkeit erheben.

## Erklären gegen Verstehen
In der Darstellung des Methodenstreites wurden die beiden Positionen oft verkürzt über die Begriffe Erklären kontra Verstehen charakterisiert, während tatsächlich die Dichotomie zwischen Naturwissenschaft (Erklären) und Geisteswissenschaft (Verstehen) in der Sozialwissenschaft als Doppelsinn wieder auftaucht, als objektiv rekonstruierter und subjektiv gemeinter Sinn, der nach Weber mit der Methode des deutenden Verstehens zu erfassen ist. Die Dichotomie zwischen Naturwissenschaft und Geisteswissenschaft spielt auch eine große Rolle bei der Debatte über die These von C. P. Snow von den Zwei Kulturen.
Der Methodenstreit spitzte sich in den 1960er Jahren im sogenannten Positivismusstreit zu, als Karl Popper und Theodor W. Adorno auf einer Arbeitstagung der Deutschen Gesellschaft für Soziologie (DGS) ihre Referate zur Logik der Sozialwissenschaften vortrugen. Die Vertreter der Dialektischen Theorie dagegen warfen dem wissenschaftslogischen Rationalismus vor, die Problematik der Sozialwissenschaft in positivistischer und reduktionistischer Weise zu verkürzen. Die dialektische Theorie bezweifelt, dass die Wissenschaft in Ansehung der von Menschen hervorgebrachten Welt ebenso indifferent verfahren darf, wie es in den exakten Naturwissenschaften mit Erfolg geschieht. Vielmehr müsse die Sozialwissenschaft der Besonderheit ihres Gegenstandes angemessene Methoden und Begriffe entwickeln; müsse entgegen ihrer Auflösung in begrenzte, empirischer Analyse zugängliche Phänomene die soziale Totalität als Forschungsgegenstand erhalten.

## Qualitative gegen Quantitative Verfahren
Obwohl die Argumentationen weitaus komplexer und vielschichtiger waren, reduzierte sich die Auseinandersetzung in der Folgezeit auf die Gegenüberstellung von quantitativen und qualitativen Verfahren in der Sozialforschung, während in der Entwicklung der soziologischen Theorie makrosoziologische Ansätze wie die Kritische Theorie und die Systemtheorie ausformuliert wurden, die unterschiedliche Perspektiven einnehmen.
Im Bereich der Sozialforschung setzten sich quantitative Verfahren auf der Basis naturwissenschaftlicher Methodik zunächst weitgehend durch. Qualitative Ansätze, die sich in der Tradition historisch-hermeneutischer Verfahren etablierten, waren lediglich eine Randerscheinung. Das Programm Max Webers, erklärendes Verstehen ohne Werturteil als sozialwissenschaftliche Methodik zu etablieren, wurde vielfach aufgegeben zugunsten rein deskriptiver Verfahren. Gleichzeitig entwickelten sich aber auch Verfahrensansätze wie die objektive Hermeneutik oder die qualitative Inhaltsanalyse, die die Spannung zwischen subjektiv gemeintem Sinn und objektiver Rekonstruktion von Sinnzusammenhängen methodisch zu fassen suchten.
Seit den 1980er Jahren ist eine Besinnung auf qualitative Verfahrensweisen in der Sozialforschung zu beobachten, die teilweise aus einer Unzufriedenheit mit den Ergebnissen der Surveyforschung entstand. Auf der anderen Seite hatten Vertreter der quantitativen Sozialforschung den Wert qualitativer Methoden für die Vorbereitung von quantitativen Erhebungen, bei der Bildung von Hypothesen und der Interpretation der Erhebungsergebnisse erkannt und schrittweise in die eigenen Verfahren integriert. Die zunehmende Anerkennung und Relevanz qualitativer Verfahren führte schließlich 2003 zur offiziellen Einrichtung einer Sektion für Qualitative Methoden in der Deutschen Gesellschaft für Soziologie. In der Sektion wird nun daran gearbeitet, qualitative Methoden in die Lehrangebote, Studiengänge und Studienordnungen zu integrieren.